# Antillicharis dubius
Antillicharis dubius is een rechtvleugelig insect uit de familie krekels (Gryllidae). De wetenschappelijke naam van deze soort is voor het eerst geldig gepubliceerd in 1922 door Caudell.